# Ruby is the one
Ruby is the one is de tweede single van Earth & Fire. Het is ook de tweede single afkomstig van hun rockalbum Earth and Fire. Muziekproducent was Fred Haayen, destijds manager van Golden Earring. Het lied is geschreven door Chris Koerts.
De B-kant Mechanical lover, eveneens geschreven door Chris Koerts kwam niet voor op het oorspronkelijke album.

## Hitnotering
Het was de eerste hit van Earth & Fire in België.

### Nederlandse Top 40
| Positie: | 19 | 16 | 8 | 6 | 4 | 5 | 8 | 13 | 25 | 37 | uit |

### NederlandseDaverende 30
| Positie: | 25 | 13 | 5 | 6 | 5 | 5 | 7 | 10 | uit |

### BelgischeBRT Top 30
| Positie: | 26 | 20 | 17 | 15 | 11 | 9 | 7 | 11 | 16 | uit |

### Voorloper VlaamseUltratop 30
| Positie: | 28 | 24 | 20 | 15 | 11 | 12 | 17 | 24 | uit |

### NPO Radio 2 Top 2000
| Nummer met noteringen in de NPO Radio 2 Top 2000 | '99  | '00-'02 | '03  |
| ------------------------------------------------ | ---- | ------- | ---- |
| Ruby Is the One                                  | 1804 | -       | 1903 |

1. ↑  Een '-' betekent dat het nummer niet was genoteerd en een vetgedrukt getal geeft de hoogste notering aan.
2. ↑  Deze tabel is bijgewerkt tot en met de laatste editie (2024).